# Tetrix grossovalva
Tetrix grossovalva är en insektsart som beskrevs av Zheng, Z. 1994. Tetrix grossovalva ingår i släktet Tetrix och familjen torngräshoppor. Inga underarter finns listade i Catalogue of Life.